# Festival Eurovisão da Canção 1965
O Festival Eurovisão da Canção 1965 (em inglês: Eurovision Song Contest 1965, em francês: Concours Eurovision de la chanson 1965 e em italiana: Gran Premio Eurovisione della Canzone 1965) foi o 10º Festival Eurovisão da Canção e realizou-se em 20 de março de 1965 em Nápoles, na Itália. Renata Mauro foi apresentadora do evento que foi ganho pela cantora francesa France Gall que representou o Luxemburgo, com a canção "Poupée de cire, poupée de son", tornando-se a primeira canção pop a vencer o concurso e a primeira canção vencedora desde 1959 a não ser uma balada. Participaram 18 países, o maior número até então.
Nesta edição, a Suécia tornou-se o primeiro país a apresentar uma música cantada na totalidade num idioma não oficial no seu país (o inglês), começando aqui a polémica sobre a língua a usar no festival.
Pela primeira vez, o Festival Eurovisão da Canção transmitido não só pela União Europeia de Radiodifusão, como também pela Intervisão, seu homólogo da Europa de Leste, em países como a Checoslováquia, Alemanha de Leste, Polónia, Hungria, Roménia e União Soviética.

## Local

A Sala di Concerto della RAI, em Nápoles, Itália.

O Festival Eurovisão da Canção 1965 ocorreu em Nápoles, Itália. Nápoles é uma comuna do sul de Itália, da região da Campânia, província de Nápoles, com cerca de 1 000 000 habitantes (cens. 2001) e com cerca de 4 400 000 habitantes na região metropolitana (que compreende áreas na província de Caserta, Avellino e Salerno). Nápoles é a terceira cidade mais populosa da Itália após Roma e Milão e tem a segunda ou terceira maior (dependendo dos dados) região metropolitana do país. Estende-se por uma área de 117 km², de densidade populacional 849 hab./km². É conhecida mundialmente pela sua história, sua música, seus encantos naturais e por ser a terra natal da pizza. O centro histórico de Nápoles é Património Mundial da UNESCO.
O festival em si realizou-se na Sala di Concerto della RAI, inaugurado poucos anos antes desta edição. Localizado em Viale Marconi, no distrito de Fuorigrotta, a estrutura tem três estúdios de televisão, ocupando um total de 1227 m² e com uma capacidade para 370 pessoas. O arquivo napolitano de músicas encontra-se aqui.

## Formato e visual
A apresentadora desta edição foi Renata Mauro, que apresentou o festival maioritariamente em italiano, mas também em inglês e francês. Ela mesma apresentou os participantes, explicando o significado de suas músicas.
O palco foi muito simples, com a orquestra foi colocada no centro do palco, os artistas à esquerda e o quadro de votação à direita. Atrás dos artistas, foi colocado em segundo plano uma ampliação da sigla Eurovisão.
A competição abriu em um close-up do órgão do local. O plano, ampliando, revelou a orquestra, dirigida por Gianni Ferrio, que então fez sua entrada sob o aplauso do público. A orquestra tocou uma breve introdução musical.
No intervalo, antes das votações, cantou o tenor italiano Mario del Monaco.
O festival foi visto por 150 milhões de pessoas, estabelecendo um novo recorde.
Pela primeira vez na história da competição, os ensaios foram interrompidos por um incidente ocorrido entre a orquestra e a delegação luxemburguesa. Os músicos não apreciaram a atitude em relação a eles do compositor da música luxemburguesa Serge Gainsbourg. Alguns compararam sua pontuação ao som do galope de um cavalo e outros vaiaram. Gainsbourg, furioso, bateu a porta dos ensaios e ameaçou retirar sua música da competição. Um compromisso foi finalmente encontrado, mas persistiu uma certa tensão, que se refletiu na atitude e desempenho da France Gall, desestabilizada pelo incidente. Anos mais tarde, France Gall viria a dizer que a sua vitória foi uma "triste experiência", revelando que o seu namorado de então, quando ganhou, terminou o seu relacionamento com ela, acrescentando que na sua atuação final não chourou lágrimas de alegria, mas lágrimas de tristeza. Também revelou que foi agredida pela representante britânica, Kathy Kirby, que sentiu que a competição foi falsificada.

## Votação
O sistema de votação manteve-se. Assim, cada país tinha 10 júris e cada um tinha 9 votos para atribuir. A canção que obtivesse mais votos dentro do júri obtinha 5 pontos, o segundo 3 e a canção em 3º lugar 1 ponto. Se apenas uma canção tivesse todos os votos entre os júris obtinha 9 pontos e se apenas duas canções fossem escolhidas, a canção mais votada obtinha 6 pontos e a outra canção 3 pontos. A vitória da Itália nunca foi posta em causa, principalmente após receber a pontuação máxima, 5 pontos, dos primeiros dois países a votar. Os resultados dos votos foram anunciados oralmente, de acordo com a ordem crescente dos votos: 1, 3 e depois 5 votos.
A tabela de votação utilizada foi idêntica à do ano anterior: os resultados foram indicados na forma de setas graduadas e não na forma de números.
Mais uma vez, o supervisor delegado pela UER foi Miroslav Vilček, auxiliado por cinco assistentes. Ele interveio apenas uma vez, pedindo ao porta-voz do júri espanhol para repetir seus votos.
O Luxemburgo liderou a votação do começo ao fim, empatando com o Mónaco após o segundo país votar.

## Participantes

Países participantes

Para além da já mencionada France Gall (representando o Luxemburgo), Guy Mardel (representando a França) Udo Jürgens (representando a Áustria) e Bobby Solo (representando a Itália) foram os artistas mais conhecidos desta edição, com este último a ser o único que se fez acompanhar por coristas. Simone de Oliveira, artista bastante conhecida no mundo lusófono, também esteve presente representando Portugal com a canção "Sol de Inverno", conquistando o primeiro ponto para Portugal, vindo do Mónaco.
| País            | Título original da Canção            | Artista                  | Processo                                        | Data da Selecção        |
| País            | Tradução em Português                | Idiomas de Interpretação | Processo                                        | Data da Selecção        |
| --------------- | ------------------------------------ | ------------------------ | ----------------------------------------------- | ----------------------- |
| Áustria         | "Sag ihr, ich laß sie grüßen"        | Udo Jürgens              | Selecção Interna                                | -                       |
| Áustria         | Diz-lhe que lhe envio os meus afetos | Alemão                   | Selecção Interna                                | -                       |
| Alemanha        | "Paradies, wo bist du?"              | Ulla Wiesner             | Ein Lied Für Neapel 1965                        | 27 de fevereiro de 1965 |
| Alemanha        | Paraíso, onde estás?                 | Alemão                   | Ein Lied Für Neapel 1965                        | 27 de fevereiro de 1965 |
| Bélgica         | "Als het weer lente is"              | Lize Marke               | Belgische finale Eurovisie Songfestival 1965    | 13 de fevereiro de 1965 |
| Bélgica         | Quando for primavera outra vez       | Holandês                 | Belgische finale Eurovisie Songfestival 1965    | 13 de fevereiro de 1965 |
| Dinamarca       | "For din skyld"                      | Birgit Brüel             | Dansk Melodi Grand Prix 1965                    | 18 de fevereiro de 1965 |
| Dinamarca       | Por atenção a ti                     | Dinamarquês              | Dansk Melodi Grand Prix 1965                    | 18 de fevereiro de 1965 |
| Estado espanhol | "¡Qué bueno, qué bueno!"             | Conchita Bautista        | Preselección de Eurovision 1965                 | 7 de fevereiro de 1965  |
| Estado espanhol | Que bom! Que bom!                    | Castelhano               | Preselección de Eurovision 1965                 | 7 de fevereiro de 1965  |
| Finlândia       | "Aurinko laskee länteen"             | Viktor Klimenko          | Euroviisut 1965                                 | 13 de fevereiro de 1965 |
| Finlândia       | O sol põe-se a ocidente              | Finlandês                | Euroviisut 1965                                 | 13 de fevereiro de 1965 |
| França          | "N´avoue jamais"                     | Guy Mardel               | Sélection française 1965                        | -                       |
| França          | Nunca admita                         | Francês                  | Sélection française 1965                        | -                       |
| Irlanda         | "Walking the Streets in the Rain"    | Butch Moore              | Irish Final 1965                                | 9 de fevereiro de 1965  |
| Irlanda         | Caminhando nas ruas debaixo de chuva | Inglês                   | Irish Final 1965                                | 9 de fevereiro de 1965  |
| Itália          | "Se piangi, se ridi"                 | Bobby Solo               | Festival della Canzone Italiana di Sanremo 1965 | 30 de janeiro de 1965   |
| Itália          | Se choras, se ris                    | Italiano                 | Festival della Canzone Italiana di Sanremo 1965 | 30 de janeiro de 1965   |
| Iugoslávia      | "Čežnja" (Чежња)                     | Vice Vukov               | Pjesma Eurovizije 1965                          | 6 de fevereiro de 1965  |
| Iugoslávia      | Desejo                               | Servo-Croata             | Pjesma Eurovizije 1965                          | 6 de fevereiro de 1965  |
| Luxemburgo      | "Poupée de cire, poupée de son"      | France Gall              | Selecção interna                                | -                       |
| Luxemburgo      | Boneca de cera, boneca de som        | Francês                  | Selecção interna                                | -                       |
| Mónaco          | "Va dire à l'amour"                  | Marjorie Noël            | Selecção interna                                | -                       |
| Mónaco          | Vai chamar o amor                    | Francês                  | Selecção interna                                | -                       |
| Noruega         | "Karusell"                           | Kirsti Sparboe           | Melodi Grand Prix 1965                          | 13 de fevereiro de 1965 |
| Noruega         | Carrossel                            | Norueguês                | Melodi Grand Prix 1965                          | 13 de fevereiro de 1965 |
| Países Baixos   | "'t Is genoeg"                       | Conny Vanderbos          | Nationaal Songfestival 1965                     | 13 de fevereiro de 1965 |
| Países Baixos   | É suficiente                         | Holandês                 | Nationaal Songfestival 1965                     | 13 de fevereiro de 1965 |
| Portugal        | "Sol de Inverno"                     | Simone de Oliveira       | Grande Prémio TV da Canção Portuguesa 1965      | 6 de fevereiro de 1965  |
| Portugal        | Sol de Inverno                       | Português                | Grande Prémio TV da Canção Portuguesa 1965      | 6 de fevereiro de 1965  |
| Reino Unido     | "I Belong"                           | Kathy Kirby              | A song for Europe 1965                          | 29 de janeiro de 1965   |
| Reino Unido     | Eu pertenço                          | Inglês                   | A song for Europe 1965                          | 29 de janeiro de 1965   |
| Suécia          | "Absent Friend"                      | Ingvar Wixell            | Svensk Sångfinal 1965                           | 13 de fevereiro de 1965 |
| Suécia          | Amigo ausente                        | Inglês                   | Svensk Sångfinal 1965                           | 13 de fevereiro de 1965 |
| Suíça           | "Non, à jamais sans toi"             | Yovanna                  | Finale suisse 1965                              | -                       |
| Suíça           | Não, sempre sem ti                   | Francês                  | Finale suisse 1965                              | -                       |

## Participações individuais
Predefinição:Participações Individuais ESC1965

## Festival
| #   | País            | Idioma       | Artista            | Canção                            | Lugar | Pontos |
| --- | --------------- | ------------ | ------------------ | --------------------------------- | ----- | ------ |
| 1º  | Países Baixos   | Holandês     | Conny Vandenbos    | "'t Is genoeg"                    | 11º   | 5      |
| 2º  | Reino Unido     | Inglês       | Kathy Kirby        | "I Belong"                        | 2º    | 26     |
| 3º  | Estado espanhol | Castelhano   | Conchita Bautista  | "¡Qué bueno, qué bueno!"          | 15º   | 0      |
| 4º  | Irlanda         | Inglês       | Butch Moore        | "Walking the Streets in the Rain" | 6º    | 11     |
| 5º  | Alemanha        | Alemão       | Ulla Wiesner       | "Paradies, wo bist du?"           | 15º   | 0      |
| 6º  | Áustria         | Alemão       | Udo Jürgens        | "Sag ihr, ich laß sie grüßen"     | 4º    | 16     |
| 7º  | Noruega         | Norueguês    | Kirsti Sparboe     | "Karusell"                        | 13º   | 1      |
| 8º  | Bélgica         | Holandês     | Lize Marke         | "Als het weer lente is"           | 15º   | 0      |
| 9º  | Mónaco          | Francês      | Marjorie Noël      | "Va dire à l'amour"               | 9º    | 7      |
| 10º | Suécia          | Inglês       | Ingvar Wixell      | "Absent Friend"                   | 10º   | 6      |
| 11º | França          | Francês      | Guy Mardel         | "N´avoue jamais"                  | 3º    | 22     |
| 12º | Portugal        | Português    | Simone de Oliveira | "Sol de Inverno"                  | 13º   | 1      |
| 13º | Itália          | Italiano     | Bobby Solo         | "Se piangi, se ridi"              | 5º    | 15     |
| 14º | Dinamarca       | Dinamarquês  | Birgit Brüel       | "For din skyld"                   | 7º    | 10     |
| 15º | Luxemburgo      | Francês      | France Gall        | "Poupée de cire, poupée de son"   | 1º    | 32     |
| 16º | Finlândia       | Finlandês    | Viktor Klimenko    | "Aurinko laskee länteen"          | 15º   | 0      |
| 17º | Iugoslávia      | Servo-Croata | Vice Vukov         | "Čežnja" (Чежња)                  | 12º   | 2      |
| 18º | Suíça           | Francês      | Yovanna            | "Non, à jamais sans toi"          | 8º    | 8      |

### Galeria

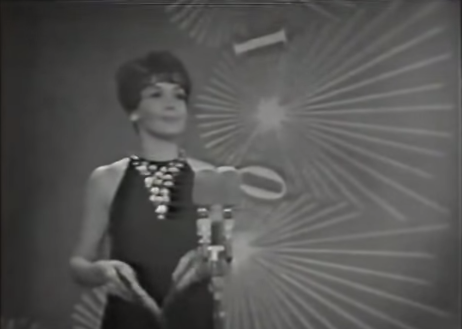
Renata Mauro
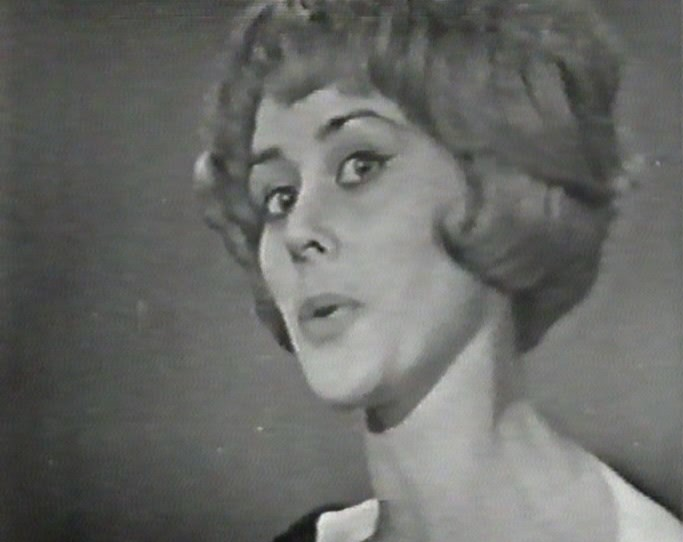
Conny Vandenbos
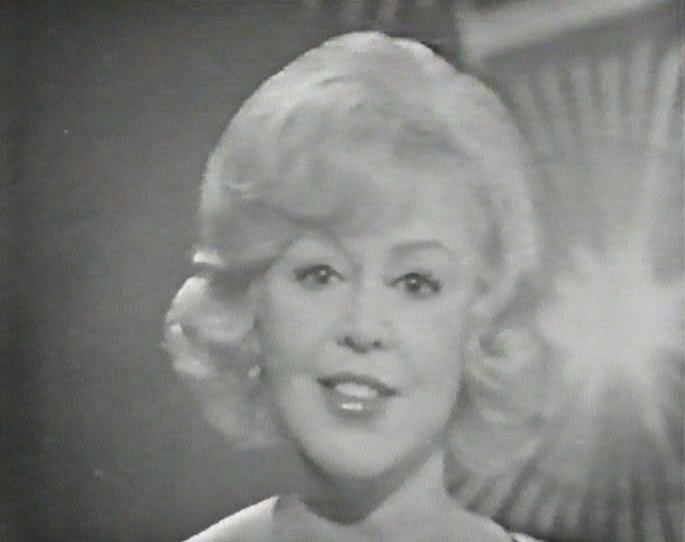
Kathy Kirby
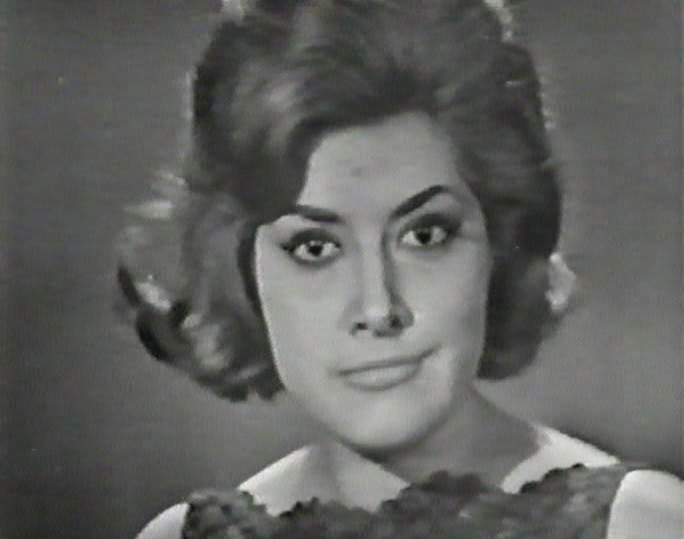
Conchita Bautista
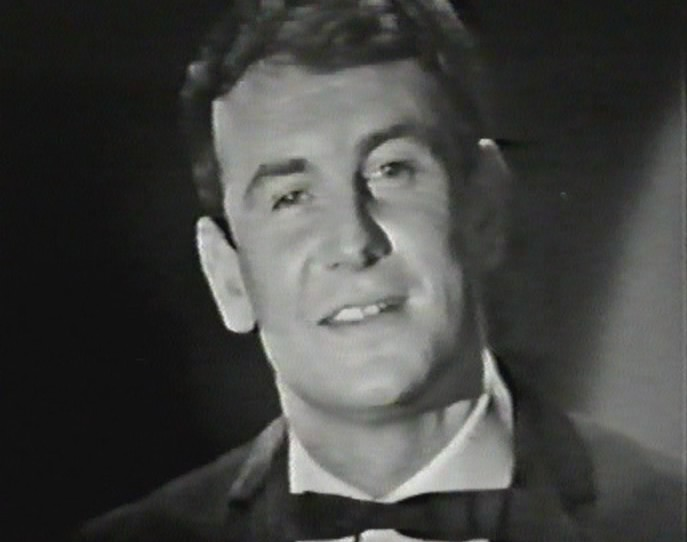
Butch Moore
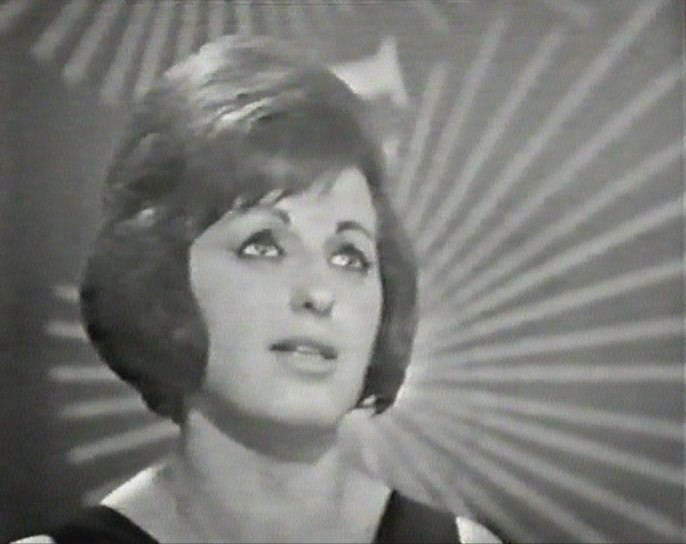
Ulla Wiesner
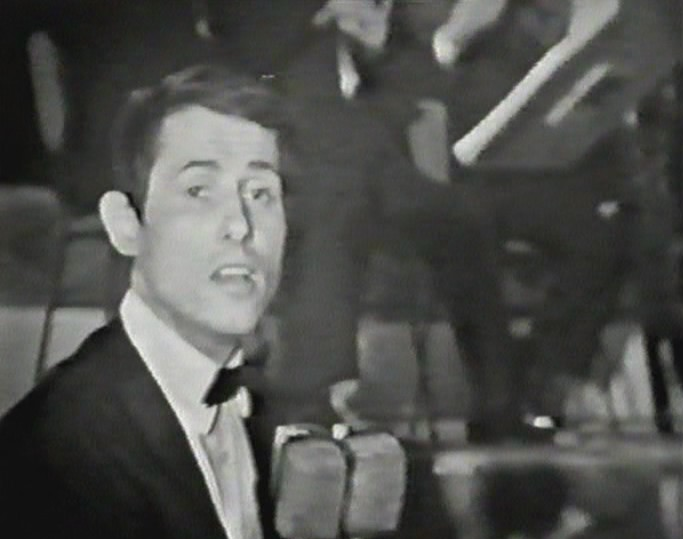
Udo Jürgens
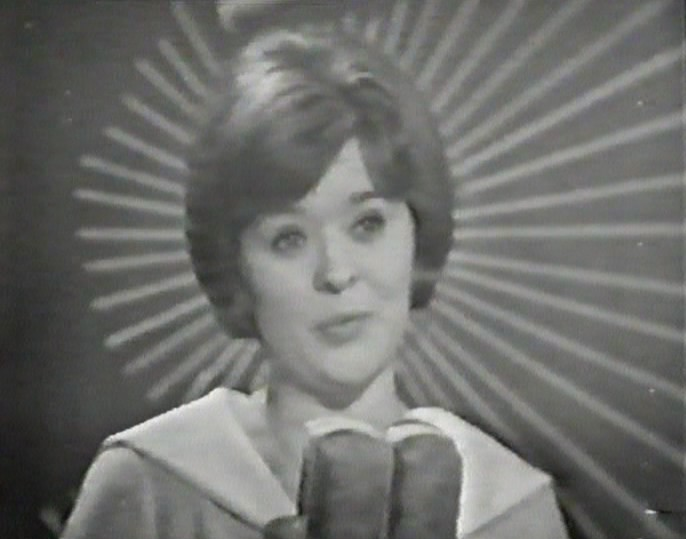
Kirsti Sparboe
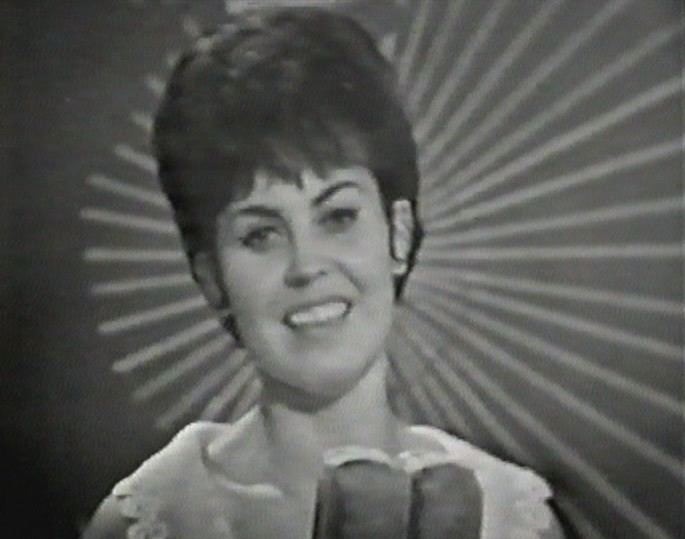
Lize Marke
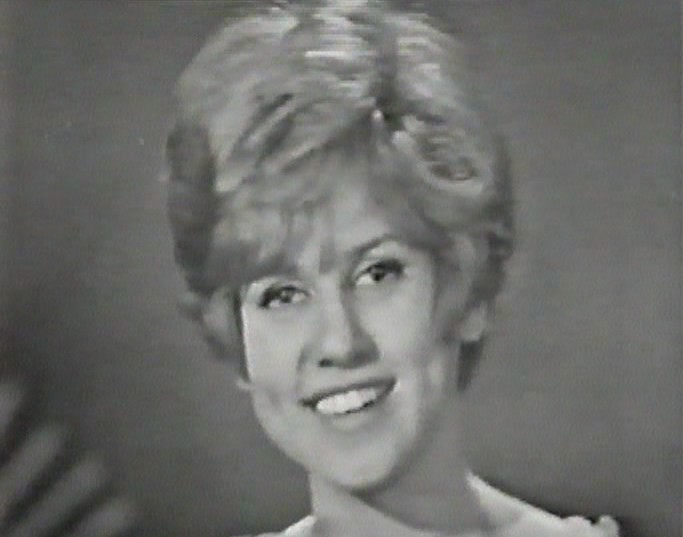
Marjorie Noël
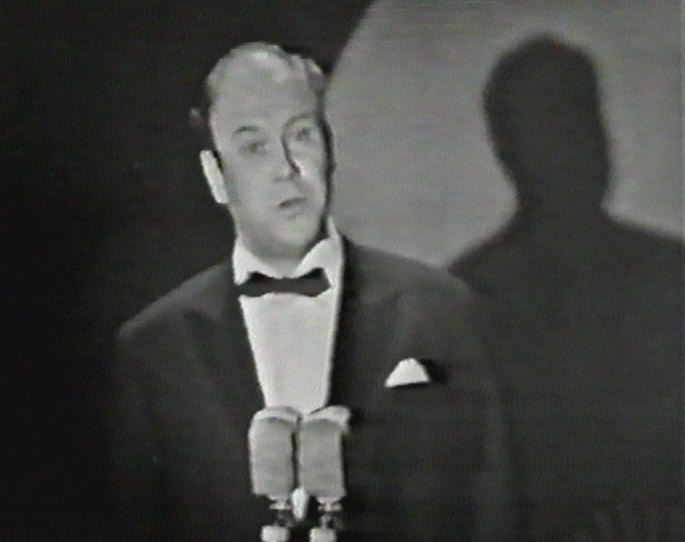
Ingvar Wixell
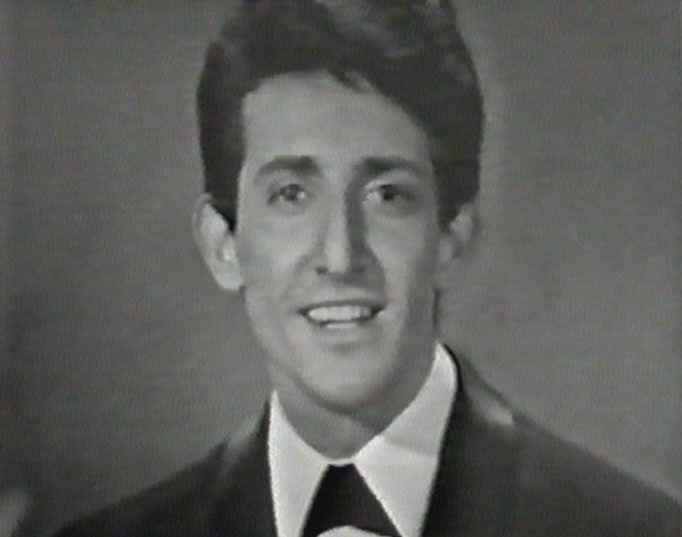
Guy Mardel
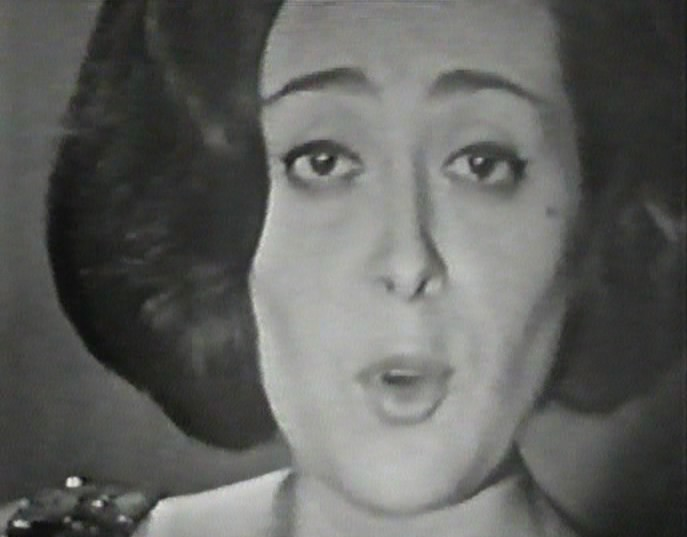
Simone de Oliveira
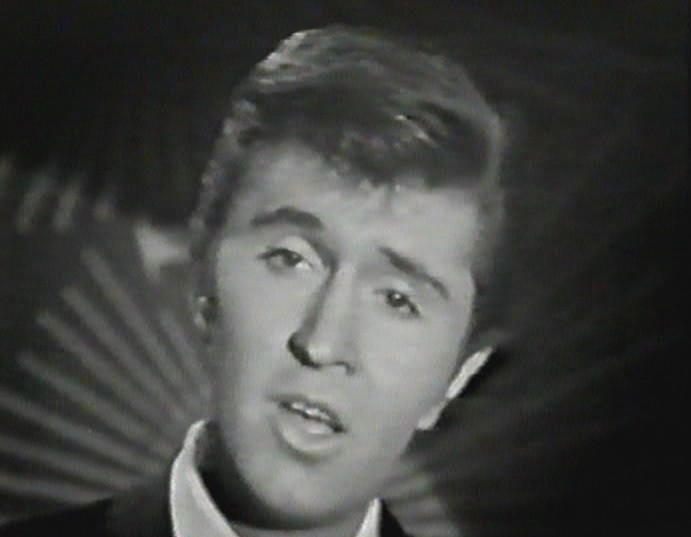
Bobby Solo
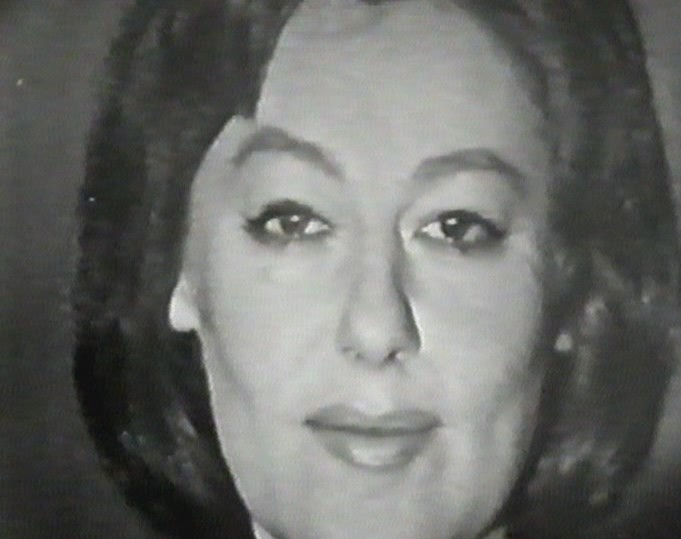
Birgit Brüel
France Gall
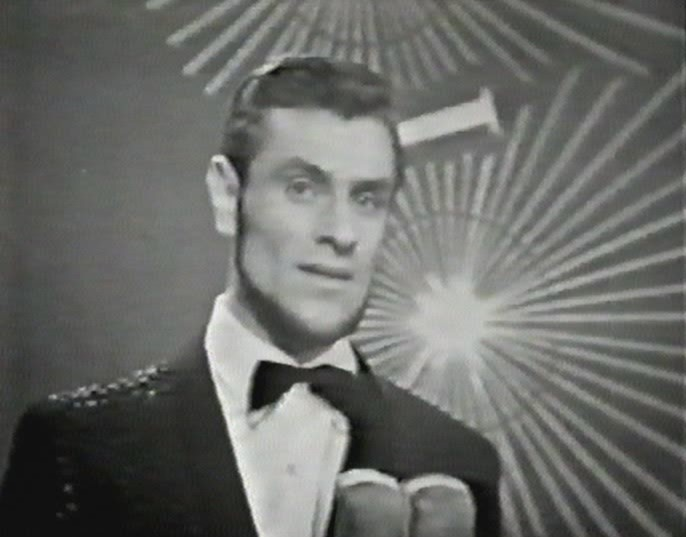
Viktor Klimenko
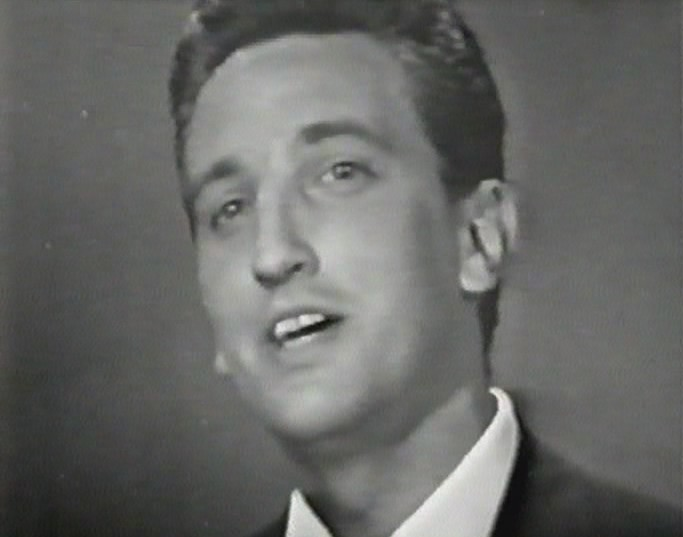
Vice Vukov
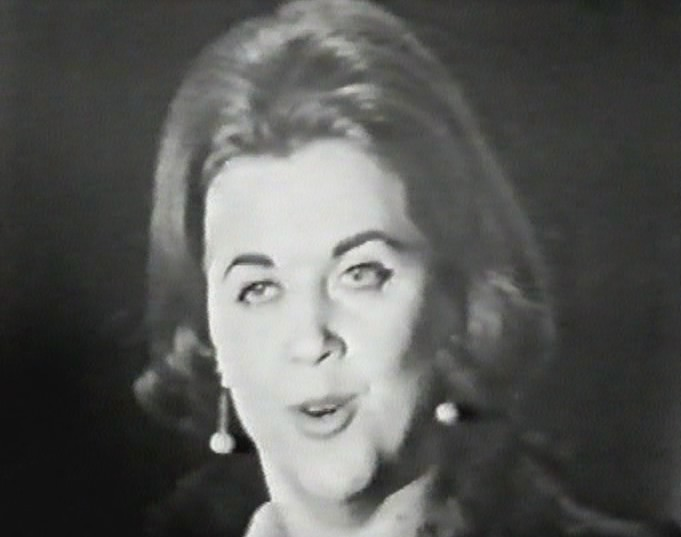
Yovanna
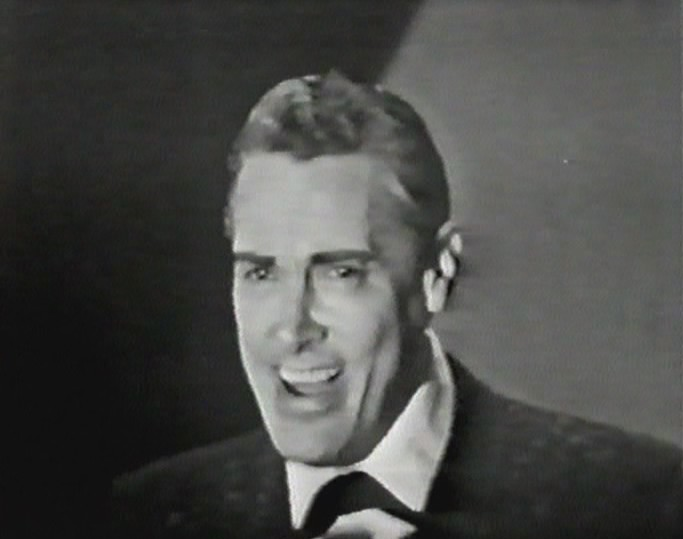
Mario del Monaco
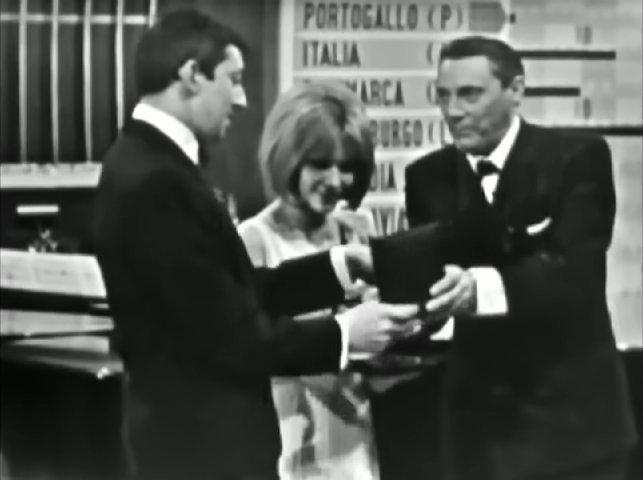
Serge Gainsbourg, France Gall e Mario del Monaco

### Resultados
A ordem de votação no Festival Eurovisão da Canção 1965, foi a seguinte:

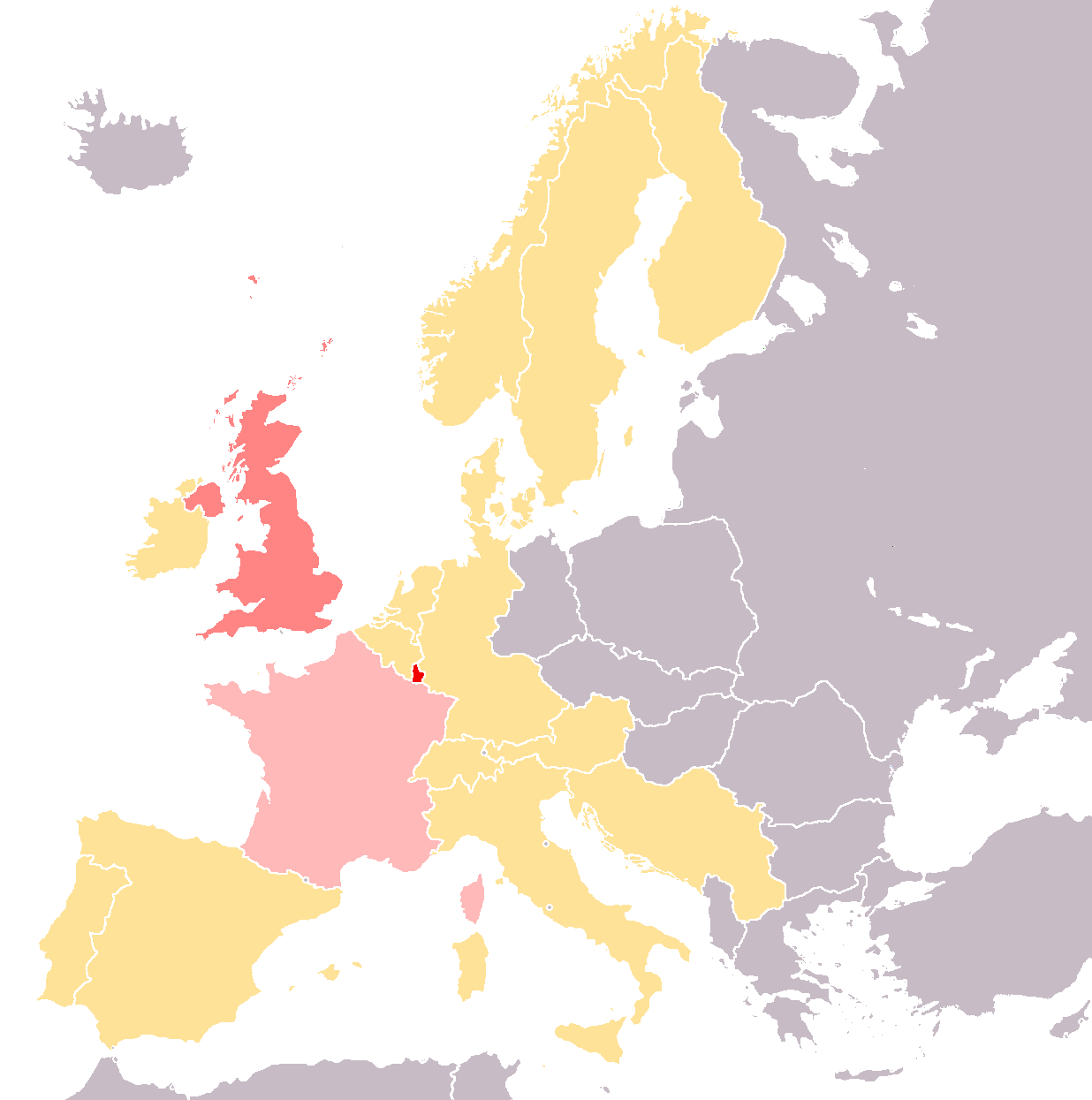
Vencedor
2º classificado
3º classificado

| Países Votantes | Países Pontuados | Países Pontuados | Países Pontuados | Países Pontuados     | Países Pontuados | Países Pontuados | Países Pontuados | Países Pontuados | Países Pontuados | Países Pontuados | Países Pontuados | Países Pontuados | Países Pontuados | Países Pontuados | Países Pontuados | Países Pontuados | Países Pontuados                              | Países Pontuados |
| --------------- | ---------------- | ---------------- | ---------------- | -------------------- | ---------------- | ---------------- | ---------------- | ---------------- | ---------------- | ---------------- | ---------------- | ---------------- | ---------------- | ---------------- | ---------------- | ---------------- | --------------------------------------------- | ---------------- |
| Países Votantes | Países Baixos    | Reino Unido      | Espanha          | República da Irlanda | Alemanha         | Áustria          | Noruega          | Bélgica          | Mónaco           | Suécia           | França           | Portugal         | Itália           | Dinamarca        | Luxemburgo       | Finlândia        | República Socialista Federativa da Iugoslávia | Suíça            |
| Países Baixos   |                  |                  |                  |                      |                  |                  |                  |                  |                  |                  | 1                |                  | 3                |                  | 5                |                  |                                               |                  |
| Reino Unido     |                  |                  |                  |                      |                  | 3                |                  |                  | 5                |                  |                  |                  | 1                |                  |                  |                  |                                               |                  |
| Estado espanhol |                  | 5                |                  |                      |                  |                  |                  |                  |                  |                  | 3                |                  |                  |                  | 1                |                  |                                               |                  |
| Irlanda         |                  |                  |                  |                      |                  | 5                |                  |                  |                  |                  | 1                |                  |                  |                  | 3                |                  |                                               |                  |
| Alemanha        |                  |                  |                  |                      |                  |                  |                  |                  |                  |                  | 3                |                  | 1                |                  | 5                |                  |                                               |                  |
| Áustria         |                  |                  |                  |                      |                  |                  | 1                |                  |                  |                  |                  |                  |                  |                  | 5                |                  |                                               | 3                |
| Noruega         | 5                | 1                |                  |                      |                  |                  |                  |                  |                  |                  |                  |                  |                  |                  | 3                |                  |                                               |                  |
| Bélgica         |                  | 6                |                  |                      |                  |                  |                  |                  |                  |                  |                  |                  | 3                |                  |                  |                  |                                               |                  |
| Mónaco          |                  |                  |                  |                      |                  |                  |                  |                  |                  |                  | 5                | 1                | 3                |                  |                  |                  |                                               |                  |
| Suécia          |                  | 3                |                  |                      |                  |                  |                  |                  |                  |                  |                  |                  |                  | 5                | 1                |                  |                                               |                  |
| França          |                  |                  |                  |                      |                  |                  |                  |                  |                  |                  |                  |                  | 3                |                  |                  |                  | 1                                             | 5                |
| Portugal        |                  |                  |                  | 3                    |                  | 5                |                  |                  |                  |                  |                  |                  |                  |                  |                  |                  | 1                                             |                  |
| Itália          |                  | 1                |                  | 5                    |                  | 3                |                  |                  |                  |                  |                  |                  |                  |                  |                  |                  |                                               |                  |
| Dinamarca       |                  | 5                |                  |                      |                  |                  |                  |                  |                  | 3                |                  |                  |                  |                  | 1                |                  |                                               |                  |
| Luxemburgo      |                  |                  |                  |                      |                  |                  |                  |                  |                  |                  | 3                |                  | 1                | 5                |                  |                  |                                               |                  |
| Finlândia       |                  |                  |                  |                      |                  |                  |                  |                  |                  | 3                | 1                |                  |                  |                  | 5                |                  |                                               |                  |
| Iugoslávia      |                  |                  |                  | 3                    |                  |                  |                  |                  | 1                |                  | 5                |                  |                  |                  |                  |                  |                                               |                  |
| Suíça           |                  | 5                |                  |                      |                  |                  |                  |                  | 1                |                  |                  |                  |                  |                  | 3                |                  |                                               |                  |
| Total           | 5                | 26               | 0                | 11                   | 0                | 16               | 1                | 0                | 7                | 6                | 22               | 1                | 15               | 10               | 32               | 0                | 2                                             | 8                |
| Lugar           | 11º              | 2º               | 15º              | 6º                   | 15º              | 4º               | 13º              | 15º              | 9º               | 10º              | 3º               | 13º              | 5º               | 7º               | 1º               | 15º              | 12º                                           | 8º               |
| Países Votantes | Países Baixos    | Reino Unido      | Espanha          | República da Irlanda | Alemanha         | Áustria          | Noruega          | Bélgica          | Mónaco           | Suécia           | França           | Portugal         | Itália           | Dinamarca        | Luxemburgo       | Finlândia        | República Socialista Federativa da Iugoslávia | Suíça            |
| Países Votantes | Países Pontuados |                  |                  |                      |                  |                  |                  |                  |                  |                  |                  |                  |                  |                  |                  |                  |                                               |                  |

| Países Votantes | Países Pontuados | Países Pontuados | Países Pontuados | Países Pontuados     | Países Pontuados | Países Pontuados | Países Pontuados | Países Pontuados | Países Pontuados | Países Pontuados | Países Pontuados | Países Pontuados | Países Pontuados | Países Pontuados | Países Pontuados | Países Pontuados | Países Pontuados                              | Países Pontuados |
| --------------- | ---------------- | ---------------- | ---------------- | -------------------- | ---------------- | ---------------- | ---------------- | ---------------- | ---------------- | ---------------- | ---------------- | ---------------- | ---------------- | ---------------- | ---------------- | ---------------- | --------------------------------------------- | ---------------- |
| Países Votantes | Países Baixos    | Reino Unido      | Espanha          | República da Irlanda | Alemanha         | Áustria          | Noruega          | Bélgica          | Mónaco           | Suécia           | França           | Portugal         | Itália           | Dinamarca        | Luxemburgo       | Finlândia        | República Socialista Federativa da Iugoslávia | Suíça            |
| Países Baixos   | 0                | 0                | 0                | 0                    | 0                | 3                | 0                | 0                | 0                | 0                | 1                | 0                | 3                | 0                | 5                | 0                | 1                                             | 0                |
| Reino Unido     | 0                | 0                | 0                | 0                    | 0                | 3                | 0                | 0                | 5                | 0                | 1                | 0                | 4                | 0                | 5                | 0                | 1                                             | 0                |
| Estado espanhol | 0                | 5                | 0                | 0                    | 0                | 3                | 0                | 0                | 5                | 0                | 4                | 0                | 4                | 0                | 6                | 0                | 1                                             | 0                |
| Irlanda         | 0                | 5                | 0                | 0                    | 0                | 8                | 0                | 0                | 5                | 0                | 5                | 0                | 4                | 0                | 9                | 0                | 1                                             | 0                |
| Alemanha        | 0                | 5                | 0                | 0                    | 0                | 8                | 0                | 0                | 5                | 0                | 8                | 0                | 5                | 0                | 14               | 0                | 1                                             | 0                |
| Áustria         | 0                | 5                | 0                | 0                    | 0                | 8                | 1                | 0                | 5                | 0                | 8                | 0                | 5                | 0                | 19               | 0                | 1                                             | 3                |
| Noruega         | 5                | 6                | 0                | 0                    | 0                | 8                | 1                | 0                | 5                | 0                | 8                | 0                | 5                | 0                | 22               | 0                | 1                                             | 3                |
| Bélgica         | 0                | 12               | 0                | 0                    | 0                | 8                | 1                | 0                | 5                | 0                | 8                | 0                | 8                | 0                | 22               | 0                | 1                                             | 3                |
| Mónaco          | 0                | 12               | 0                | 0                    | 0                | 8                | 1                | 0                | 5                | 0                | 13               | 1                | 11               | 0                | 22               | 0                | 1                                             | 3                |
| Suécia          | 0                | 15               | 0                | 0                    | 0                | 8                | 1                | 0                | 5                | 0                | 13               | 1                | 11               | 5                | 23               | 0                | 1                                             | 3                |
| França          | 0                | 15               | 0                | 0                    | 0                | 8                | 1                | 0                | 5                | 0                | 13               | 1                | 14               | 5                | 23               | 0                | 1                                             | 8                |
| Portugal        | 0                | 16               | 0                | 3                    | 0                | 13               | 1                | 0                | 5                | 0                | 13               | 1                | 14               | 5                | 23               | 0                | 2                                             | 8                |
| Itália          | 0                | 16               | 0                | 8                    | 0                | 16               | 1                | 0                | 5                | 0                | 13               | 1                | 14               | 5                | 23               | 0                | 2                                             | 8                |
| Dinamarca       | 0                | 21               | 0                | 8                    | 0                | 16               | 1                | 0                | 5                | 3                | 13               | 1                | 14               | 5                | 24               | 0                | 2                                             | 8                |
| Luxemburgo      | 0                | 21               | 0                | 8                    | 0                | 16               | 1                | 0                | 5                | 3                | 16               | 1                | 15               | 10               | 24               | 0                | 2                                             | 8                |
| Finlândia       | 0                | 21               | 0                | 8                    | 0                | 16               | 1                | 0                | 5                | 6                | 17               | 1                | 15               | 10               | 29               | 0                | 2                                             | 8                |
| Iugoslávia      | 0                | 21               | 0                | 11                   | 0                | 16               | 1                | 0                | 6                | 6                | 22               | 1                | 15               | 10               | 29               | 0                | 2                                             | 8                |
| Suíça           | 0                | 26               | 0                | 11                   | 0                | 16               | 1                | 0                | 7                | 6                | 22               | 1                | 15               | 10               | 32               | 0                | 2                                             | 8                |
| Total           | 5                | 26               | 0                | 11                   | 0                | 16               | 1                | 0                | 7                | 6                | 22               | 1                | 15               | 10               | 32               | 0                | 2                                             | 8                |
| Lugar           | 11º              | 2º               | 15º              | 6º                   | 15º              | 4º               | 13º              | 15º              | 9º               | 10º              | 3º               | 13º              | 5º               | 7º               | 1º               | 15º              | 12º                                           | 8º               |
| Países Votantes | Países Baixos    | Reino Unido      | Espanha          | República da Irlanda | Alemanha         | Áustria          | Noruega          | Bélgica          | Mónaco           | Suécia           | França           | Portugal         | Itália           | Dinamarca        | Luxemburgo       | Finlândia        | República Socialista Federativa da Iugoslávia | Suíça            |
| Países Votantes | Países Pontuados |                  |                  |                      |                  |                  |                  |                  |                  |                  |                  |                  |                  |                  |                  |                  |                                               |                  |

#### 5 pontos
Os países que receberam 5 pontos foram os seguintes:
| # | Países Pontuados | Países Votantes                             |
| - | ---------------- | ------------------------------------------- |
| 4 | Luxemburgo       | Alemanha, Áustria, Finlândia, Países Baixos |
| 4 | Reino Unido      | Bélgica1, Dinamarca, Espanha, Suíça         |
| 2 | Áustria          | Irlanda, Portugal                           |
| 2 | Dinamarca        | Luxemburgo, Suécia                          |
| 2 | França           | Jugoslávia, Mónaco                          |
| 1 | Irlanda          | Itália                                      |
| 1 | Mónaco           | Reino Unido                                 |
| 1 | Países Baixos    | Noruega                                     |
| 1 | Suíça            | França                                      |

1.↑  A Bélgica concedeu 6 pontos ao Reino Unido.

### Maestros
| País              | Maestro              |
| ----------------- | -------------------- |
| Países Baixos     | Dolf van der Linden  |
| Reino Unido       | Eric Robinson        |
| Estado espanhol   | Adolfo Ventas        |
| Irlanda           | Gianni Ferrio        |
| Alemanha          | Alfred Hause         |
| Áustria           | Gianni Ferrio        |
| Noruega           | Øivind Bergh         |
| Bélgica           | Gaston Nuyts         |
| Mónaco            | Raymond Bernard      |
| Suécia            | William Lind         |
| França            | Franck Pourcel       |
| Portugal          | Fernando de Carvalho |
| Itália            | Gianni Ferrio        |
| Dinamarca         | Arne Lamberth        |
| Luxemburgo        | Alain Goraguer       |
| Finlândia         | George de Godzinsky  |
| Iugoslávia        | Radivoje Spasić      |
| Suíça             | Mario Robbiani       |
| Maestro anfitrião | Gianni Ferrio        |

## Artistas Repetentes
Em 1965, os repetentes foram:
| País (1965) | Foto | Artista           | Ano Anterior | País Representado | Canção              | Tradução             | Pontuação | Classificação |
| ----------- | ---- | ----------------- | ------------ | ----------------- | ------------------- | -------------------- | --------- | ------------- |
| Espanha     |      | Conchita Bautista | ESC 1961     | Espanha           | "Estando contigo"   | Quando estou contigo | 8         | 9º            |
| Iugoslávia  |      | Vice Vukov        | ESC 1963     | Jugoslávia        | "Brodovi" (Бродови) | Navios               | 3         | 11º           |
| Áustria     |      | Udo Jürgens       | ESC 1964     | Áustria           | "Warum nur, warum?" | Só, porquê, porquê?  | 11        | 6º            |

## Transmissão
Os canais de televisão responsáveis pela difussão do concurso quer via televisão, quer via rádio foram as seguintes cadeias televisivas:
| - NDR - DFF - ORF - VRT - ČST | - DR - TVE - YLE - RTBF - NTS | - MTV - RAI - RTÉ - JRT - RTL | - TMC - NRK - TVP - RTP - BBC | - TVR - SR - SRG SSR - CT USSR |